# Magnús Stephensen (1836–1917)

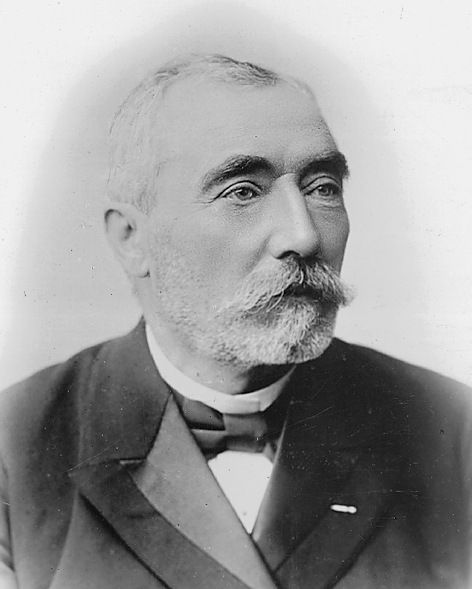
Magnús Stephensen.

Magnús Stephensen, född 18 oktober 1836 i Mýrdalur, död 3 april 1917, var en isländsk ämbetsman. 
Magnús blev student 1855, candidatus juris 1862, volontär i justitieministeriet 1863, assistent 1865, assessor i Islands Landsoverret 1870, tillika konstituerad amtman i Suður- og Vesturamt 1883–1886 och kungavald alltingsman från 1877 till den 10 april 1886, då han blev landshövding över Island. Denna befattning innehade han till den 1 februari 1904, då landshövdingsämbetet nedlades. 
Magnús hade större eller mindre del i nästan alla de regeringsförslag, som förelades alltinget 1886–1903. Särskilt förtjänt blev han av Islands finansväsen; han lämnade landskassan utan gäld och med en reservfond och behållning på över 1,5 miljoner kronor. Han arbetade med intresse för att förbättra samfärdseln på Island, särskilt genom väg- och brobyggnad. År 1901 förhindrade han alltingets beslut att lägga ned Landsbanken, vilket en majoritet i dess nedersta avdelning hade godkänt. Som regeringens representant på alltinget under författningsstriden hade han ofta en svår situation, som han dock kunde hantera. Han var folkvald medlem av alltinget 1903–1907 och ordförande för dess nedersta avdelning 1905 och 1907. 
Magnús var under några år ordförande för det isländska litteratursällskapet. I sällskapets tidskrift publicerade han avhandlingar om det isländska skatteväsendet, Lögfræðingatal, om isländska jurister, och Um híð nýja timatal dr. Guðbrandur Vigfússonar, vilken bemöter en omvälvande teori angående sagatidens kronologi. Han utgav bland annat en juridisk formulärbok och en isländsk lagsamling, Lagasafn handa alþýðu (I–III, Reykjavik 1887–1890).